# Курумканський район
Курумканський район (рос. Курумканский район, бур. Хурамхаан аймаг) — адміністративна одиниця Республіки Бурятія Російської Федерації.
Адміністративний центр — село Курумкан.

## Національний склад
- буряти — 65,4 %
- росіяни — 30,7 %
- евенки — 2,3 %
- татари — 0,8 %
- українці — 0,1 %
- білоруси — 0,1 %
- азербайджанці — 0,1 %
- інші національності — 0,5 %

## Адміністративний поділ
До складу району входять 10 сільських поселень:
1. Аргада — у. Аргада
2. Арзгун — у. Арзгун
3. Дирен (евенкійське) — у. Алла
4. Курумкан — с. Курумкан
5. Майськ — сел. Майський
6. Могойто — с. Могойто
7. Сахулі — с. Сахулі
8. Улюнхан (евенкійське) — у. Улюнхан
9. Барагхан — у. Барагхан
10. Елесун — с. Елесун